# 1 Front Białoruski

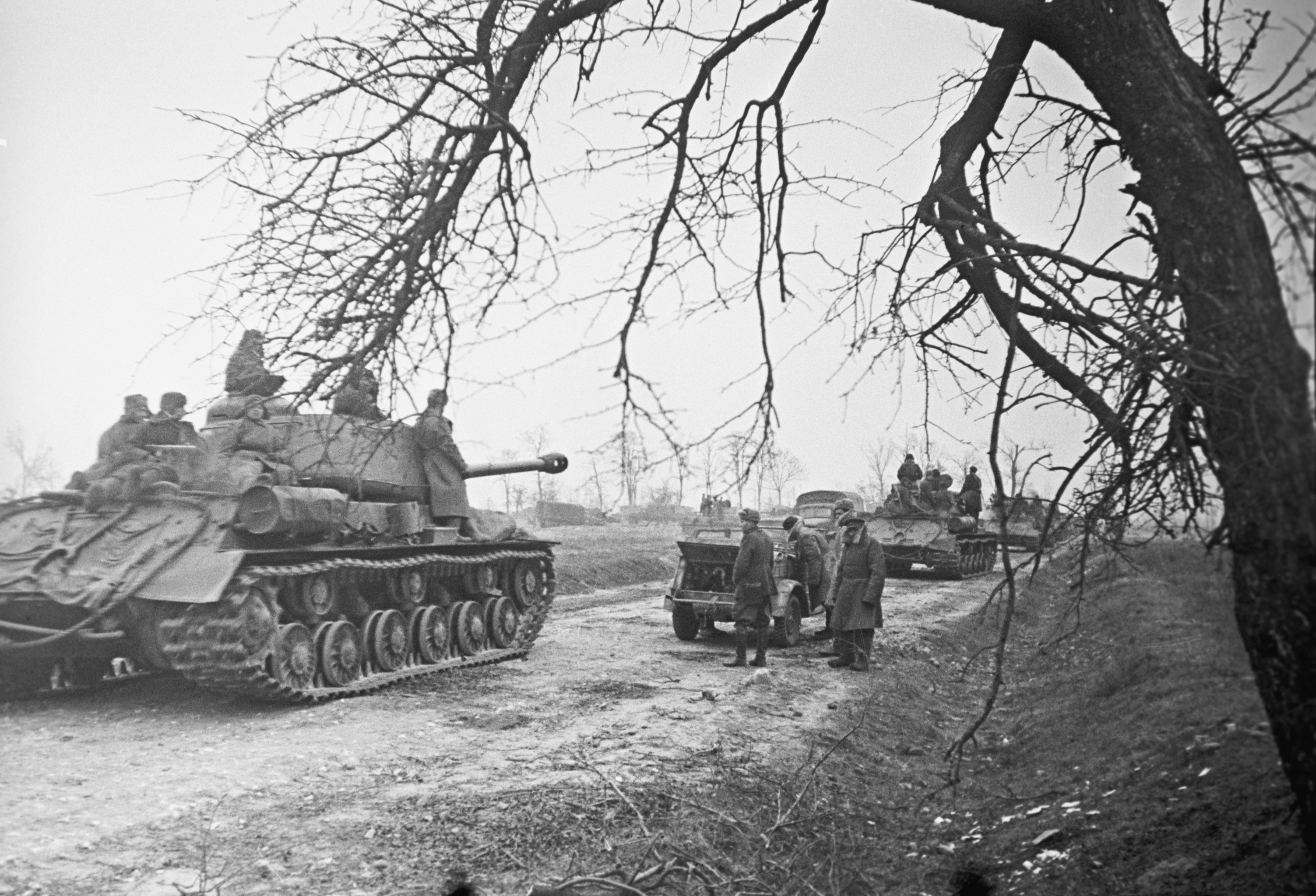
Wojska 1 Frontu Białoruskiego w Polsce

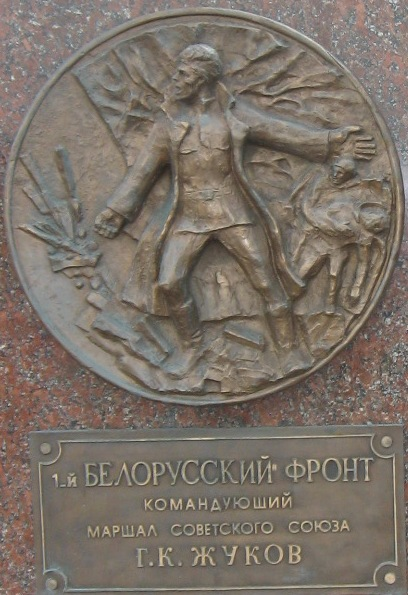
Pomnik 1 Frontu Białoruskiego w Muzeum Wojny Ojczyźnianej w Moskwie

1 Front Białoruski (ros. 1-й Белорусский фронт) – związek operacyjno-strategiczny Armii Czerwonej o kompetencjach administracyjnych i operacyjnych na zachodnim terytorium ZSRR, działający podczas  wojny z Niemcami w czasie II wojny światowej.

## Formowanie i walki

### 1 Front Białoruski (I formowanie)
1 Front Białoruski został utworzony 24 (17?) lutego 1944 z przemianowania Frontu Zachodniego. Dowódca gen. armii Konstanty Rokossowski. Od 5 kwietnia 1944 przemianowany na Front Białoruski (II formowanie).

### 1 Front Białoruski (II formowanie)
Utworzony 16 kwietnia 1944 z Frontu Białoruskiego II formowania. 23 czerwca – 31 lipca 1944 uczestniczył w operacji białoruskiej przeciw niemieckiej Grupie Armii „Środek”. W lipcu jego związki dotarły do Bugu, później do Wisły. Do września uchwycił przyczółki na Wiśle pod Warką i Kazimierzem Dolnym, na Narwi pod Serockiem i Różanem. We wrześniu 1944  opanował prawobrzeżną część Warszawy, Pragę.
Od 12 stycznia do 3 lutego 1945 wziął udział w operacji wiślańsko-odrzańskiej wychodząc na linię; Cedynia, Kostrzyn nad Odrą, Frankfurt n. Odrą. W tym czasie 1 FB liczył 1119838 żołnierzy, którzy mieli do dyspozycji: 2102 czołgi, 1279 dział pancernych, 2940 dział ppanc., 7015 dział polowych, 7595 moździerzy, 1114 wyrzutni rakietowych, 1676 dział plot. i 65120 samochodów.
Od 1 marca jego prawoskrzydłowe związki wspólnie z 2 Frontem Białoruskim w ramach operacji pomorskiej walczyły przeciw niemieckiej Grupie Armii „Weichsel” wychodząc na wybrzeże Morza Bałtyckiego (zdobyto Kołobrzeg).
6 kwietnia 1945 wraz z 2 Frontem Białoruskim i 1 Frontem Ukraińskim przeprowadził operację berlińską, zakończoną zdobyciem Berlina, wyjściem 7 maja na Łabę i spotkaniem z wojskami amerykańskimi.
Rozformowany 9 maja 1945. Na jego bazie utworzono Grupę Wojsk Okupacyjnych w Niemczech oraz Radziecką Administrację Wojskową w Niemczech.

## Dowództwo frontu
Dowódcy frontu:
- marszałek Konstanty Rokossowski (24.02.1944 – 05.04.1944),
- marszałek Gieorgij Żukow (listopad 1944 – maj 1945)[3].

Członkowie Rady Wojennej:
- gen. Konstantin Tielegin (luty – maj 1944 i listopad 1944 – maj 1945),
- gen. Nikołaj Bułganin (maj – listopad 1944)[3].

Szefowie sztabu: 
- gen. płk Michaił Malinin (luty – kwiecień 1944 i kwiecień 1944 – czerwiec 1945),

Oficerowie sztabu:
- gen. por. Nikolaj Antipienko – kwatermistrz,
- gen. por. Kuźma Trubnikow – zastępca dowódcy,
- gen. płk. Wasilij Kazakow – dowódca artylerii,
- gen. por. Grigorij Orieł – dowódca wojsk panc. i zmech.
- gen. płk Aleksiej Proszlakow – szef wojsk inżynieryjnych[4].

## Struktura organizacyjna
| Skład | Skład |
| w czerwcu 1944: | W styczniu 1945 |
| --- | --- |
| - 8 Gwardyjska Armia, - 3 Armia - 28 Armia - 47 Armia - 48 Armia - 61 Armia - 69 Armia - 70 Armia - 1 Armia Wojska Polskiego, - 2 Armia Pancerna, - 2 Gwardyjski Korpus Kawalerii - 7 Gwardyjski Korpus Kawalerii - 1 Gwardyjski Korpus Pancerny - 9 Gwardyjski Korpus Pancerny - 11 Gwardyjski Korpus Pancerny - Grupa Konno Zmechanizowana - 6 Armia Lotnicza - 16 Armia Lotnicza | - 3 Armia Uderzeniowa - 5 Armia Uderzeniowa - 8 Gwardyjska Armia - 33 Armia - 47 Armia - 61 Armia - 69 Armia - 1 Gwardyjska Armia Pancerna - 2 Gwardyjska Armia Pancerna - 1 Armia WP, - 2 Korpus Kawalerii - 7 Korpus Kawalerii - 9 Korpus Pancerny - 11 Korpus Pancerny - 16 Armia Lotnicza |